# Westerstede
Westerstede er administrationsby i Landkreis Ammerland i den nordvestlige del af den tyske delstat Niedersachsen og har 22.778 indbyggere (2018-12-31). 

## Geografi
Westerstede ligger omkring  20 kilometer nordvest for Oldenburg ved  Bundesautobahn 28 og omkring 30 kilometer fra byen Leer entfernt.

## Inddeling
Westerstede omfatter følgende bydele, landsbyer og bebyggelser: Burgforde, Eggeloge, Felde, Fikensolt, Garnholt, Gießelhorst, Halsbek, Halstrup, Hollriede, Hollwege, Hollwegerfeld, Hüllstede, Ihausen, Ihorst, Karlshof, Linswege, Linswegerfeld, Mansie / Lindern, Moorburg, Neuengland, Ocholt, Petersfeld, Tarbarg, Torsholt, Westerloy, Westerloyerfeld, Westerstederfeld